# Avenida 25 de Abril (Póvoa de Varzim)
A Avenida 25 de Abril é uma avenida urbana que circunda a cidade da Póvoa de Varzim, em Portugal, desde a Avenida do Mar até ao limite com Vila do Conde. A avenida possui quase 3 km de comprimento e é considerada estruturante para o desenvolvimento urbanístico da faixa interior da cidade.

## História
Em 1982, o arquitecto Carvalho Dias sugere a criação da Avenida 25 de Abril para circundar a cidade pelo interior. O nome é sugerido por Joaquim Cancela. Esta via de cariz urbano, será denominada de Via B, serviria para desafogar o trânsito intenso da Estrada Nacional 13 que passa pelo centro da cidade.

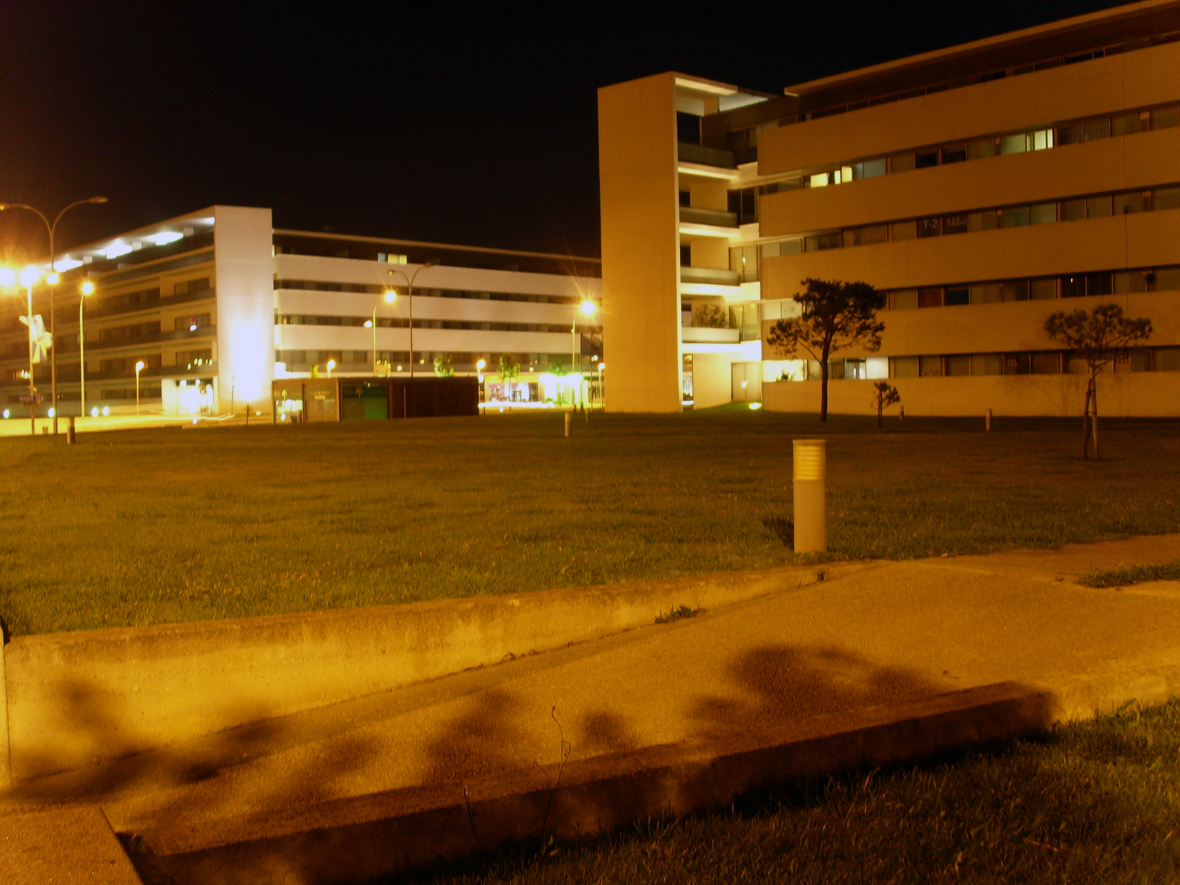
Os edifícios de feição contemporânea, de Jean Pierre Porcher, que servem de portas da avenida foram seleccionados para a mostra "Habitar Portugal 2003/2005", pela Ordem dos Arquitectos/MAPEI.

A rua 25 de Abril surge, na década de 1990, como ligação entre a Avenida do Mar (variante entre a EN13 e o IC1) e a rua Comendador Francisco Quintas (estrada nacional para Barcelos). O IC1, hoje denominado Auto-estrada A28, tinha sido construída no início da década de 1990, com o mesmo propósito, servir como alternativa, à EN13, já bastante urbanizada, estreita e poluída devido ao tráfego intenso.
O número de donos dos terrenos, tornam o projecto da avenida caro e difícil de concretizar. Algo que só será possível com o apoio da concessão de jogo proveniente de impostos do Casino da Póvoa. À data da inauguração da avenida em 2007, o primeiro lanço da avenida com 440 metros já se encontrava completamente urbanizada e com a configuração final, num processo rápido que ocorreu nos primeiros anos da década de 2000, apresentando desde logo cariz urbano, com edifícios habitacionais e variados serviços, tornando-se numa destacada zona comercial da cidade.
Com a inauguração em 2007, dá-se na verdade, a inauguração do Jardim Central nessa zona da avenida, a inauguração do monumento às freguesias do escultor Fernando Gonçalves da Silva (Nando) e, principalmente, a grande expansão desta até à Estrada Nacional 206, no termo de Vila do Conde, perfazendo assim um total de 2,97 km, circundando, por fora, o centro da cidade, tornando-se na maior avenida urbana.

## Rotundas
A avenida é conhecida pelas várias rotundas e forma serpenteante, que servem para reduzir a velocidade dos automóveis, problema conhecido na EN 13, e para a não implementação de semáforos.
1. Rotunda da Avenida do Mar (A28/A7)
2. Jardim da Avenida (rua Comendador Francisco Quintas / EN 205 / Estrada Nacional para Barcelos)
3. Rotunda de Courados (rua de Courados)
4. Rotunda de Belém (rua de Almeida Brandão)
5. Rotunda de Mourões (Via General Humberto Delgado)
6. Rotunda da Mariadeira (Rua Sacra Família)
7. Rotunda de Penalves (Ruas de Penalves e Belarmino Pereira)
8. Rotunda da Sopete (rua Viriato Barbosa)
9. Rotunda de Portas Fronhas (Avenida de Portas Fronhas / EN 206 / Estrada Nacional para Famalicão)

A avenida prossegue dentro do termo de Vila do Conde, com as mesmas características, onde se passa a designar Avenida General Humberto Delgado, com a sua Rotunda do Desporto.